# Lehmanniella huanucensis
Lehmanniella huanucensis là một loài thực vật có hoa trong họ Long đởm. Loài này được Simonis mô tả khoa học đầu tiên năm 1985.